# Edgar Boulet
Edgar Boulet (Bergerac, 22 de agosto de 1995) es un deportista francés que compite en gimnasia artística. Ganó una medalla de bronce en el Campeonato Europeo de Gimnasia Artística de 2018, en la prueba por equipos.

## Palmarés internacional
| Campeonato Europeo | Campeonato Europeo    | Campeonato Europeo | Campeonato Europeo   |
| Año                | Lugar                 | Medalla            | Prueba               |
| ------------------ | --------------------- | ------------------ | -------------------- |
| 2018               | Glasgow (Reino Unido) | Medalla de bronce  | Concurso por equipos |